# Team BridgeLane
Das Team BridgeLane war ein australisches Radsportteam mit Sitz in Sydney. 

## Organisation und Geschichte
Das Team wurde 2015 gegründet und war von 2015 bis 2017 unter dem Namen Mobius Future Racing  vorrangig auf nationaler Ebene unterwegs. Ab der Saison 2018 war das Team mit dem neuen Sponsor BridgeLane, einer Investmentfirma mit Sitz in Sydney, im Besitz einer Lizenz als UCI Continental Team. Nach dem Rückzug der Sponsoren des Teams Bennelong Swisswellness Ende 2018 fusionierten die beiden Teams zur Saison 2019 unter dem Management von Mobius-BridgeLane. Neben verschiedenen Siege bei Rennen der UCI Continental Circuits stellte das Team 2023 mit Liam Walsh den Ozeanienmeister im Straßenrennen.
2023 wurde zusätzlich das Frauenteam BridgeLane gegründet. Als der Manager Andrew Christie-Johnston aus zeitlichen und finanziellen Gründen nicht mehr beide Teams führen konnte, musste er eine Entscheidung treffen und löste nach der Saison 2024 das Continental Team auf.

## Erfolge als UCI Continental Team
| Rennserie                 | 2018 | 2019 | 2020 | 2021 | 2022 | 2023 | 2024 |
| ------------------------- | ---- | ---- | ---- | ---- | ---- | ---- | ---- |
| UCI ProSeries             | -    | -    | -    | -    | -    | -    | -    |
| UCI Continental Circuits  | 1    | 7    | 5    | 4    | 1    | 1    | 2    |
| nationale Meisterschaften | -    | 1    | -    | 1    | -    | -    | 1    |

## Platzierungen in UCI-Ranglisten
Platzierungen in der UCI-Weltrangliste
| World Ranking | World Ranking | World Ranking             | World Ranking |
| Jahr          | Teamwertung   | Einzelwertung             |               |
| ------------- | ------------- | ------------------------- | ------------- |
| 2016          | —             | Sean Lake (200. )         |               |
| 2017          | —             | Cameron Bayly (241. )     |               |
| 2018          | —             | Chris Harper (164. )      |               |
| 2019          | 46.           | Chris Harper (130. )      |               |
| 2020          | 59.           | Nicholas White (248. )    |               |
| 2021          | 133.          | Nicholas White (906. )    |               |
| 2022          | 52.           | Matthew Dinham (276. )    |               |
| 2023          | 98.           | Liam Walsh (348. )        |               |
| 2024          | 53.           | Matthew Greenwood (378. ) |               |
|               |               |                           |               |
| Quelle: UCI   |               |                           |               |